# Tama Drums
Tama Drums — японське підприємство, виробник ударних установок та супутнього обладнання, і, відповідно, відома торгова марка TAMA®.

## Історія компанії
У 1965 році японська компанія Хосіно Гаккі (Hoshino Gakki) (яп. 星野楽器, музичні інструменти Хосіно)星野楽器,) виробник в тому числі музичних інструментів під торговою маркою Ibanez, почала виробництво недорогих і непрофесійних ударних установок під маркою Star. Виробництво установок було розгорнуто в дочірній компанії Tama Seisakusho, яка з 1962 року випускала музичне обладнання (гітари і підсилювачі) під маркою Ibanez. У 1966 році виробництво гітар і підсилювачів було передано в інший підрозділ Хосіно Гаккі, а Tama зосередилася на виробництві ударних установок. В рамках виробництва установок Star був налагоджений випуск моделей Imperialstar, Royalstar і Swingstar, причому перші дві зайшли на ринок США й успішно конкурували з іншими бюджетними компаніями.
У 1974 році Юнпей Хосіно, власник компанії, ухвалив рішення зосередити зусилля а професійному обладнанні, і з цього року з'явилася торгова марка TAMA®. Тама — це ім'я дружини власника компанії, що перекладається як «коштовний камінь».

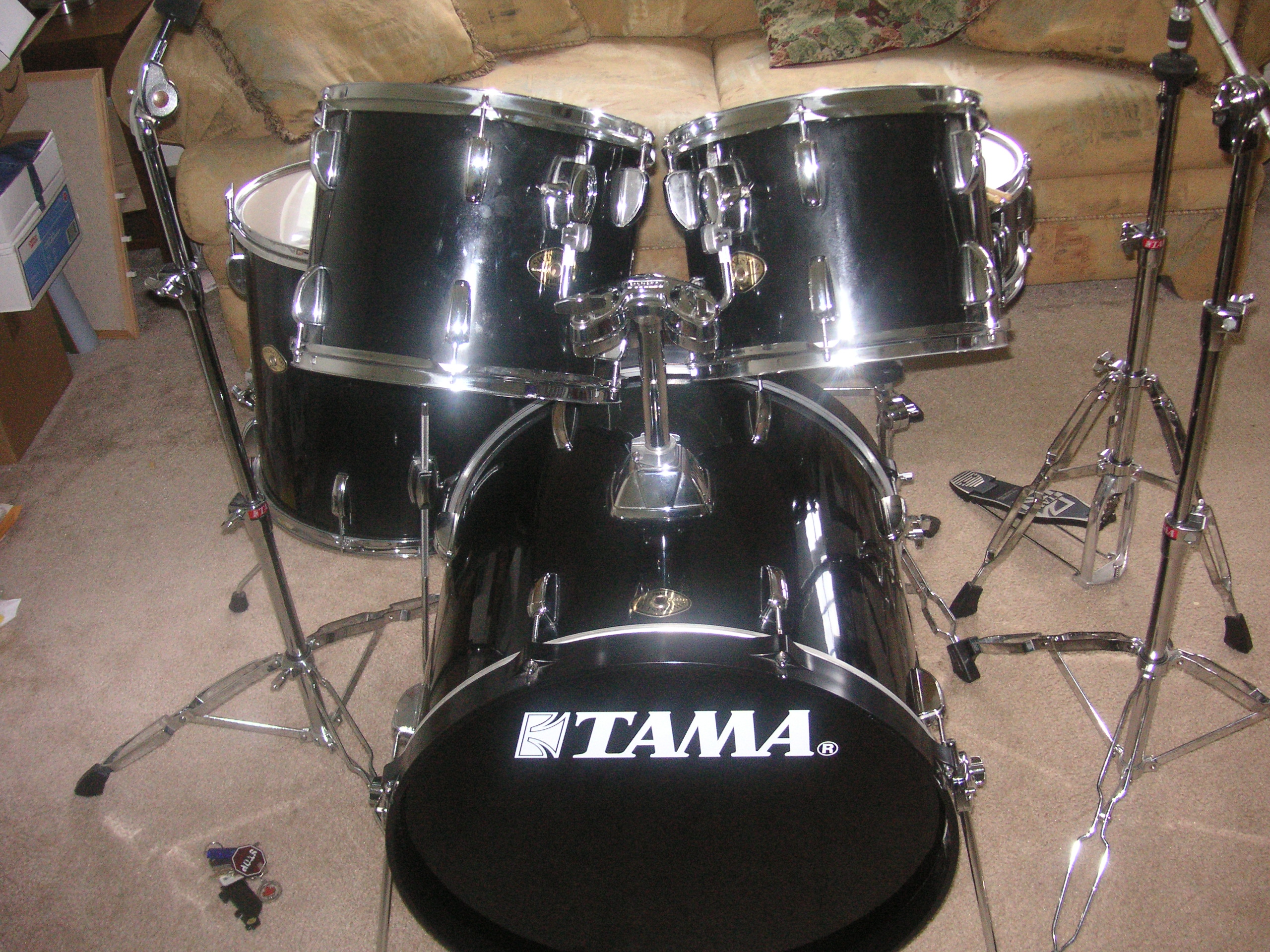
Ударна установка TAMA

У 1977 році компанія Tama Drums, разом з компанією Drum Workshop придбали Camco Drum Company, при цьому Drum Workshop отримала все обладнання, а Tama — торгову марку, документацію, патенти і всі технологічні розробки. На той момент часу Camco виробляла педалі для барабанів, і керівництво Tama, за допомогою інженерів з Camco вирішили сконцентруватися на випуску високоякісних професійних педалей, а ударні установки виробляти для початківців, в низькому ціновому рівні. Однак якість навіть малобюджетних ударних установок виявилася настільки високою, що їм, завдяки низькій вартості, почали віддавати перевагу і професіонали.
З тих пір Tama Drums розробила і випустила багато моделей ударних установок: Artstar, Crestar, Fibrestar, Granstar, Stagestar, Starclassic.
Таma першою представила на ринку інновації, які стали стандартом в даний час, наприклад стійки на трьох ногах, стійки типу «журавель», мелодичні том-томи Octaban та інші.
На даний момент виробництво барабанів Tama зосереджено в двох місцях: в Японії, в місті Сето виробляються високопрофесійні установки серій Starclassic Maple і Starclassic Performer Birch, обмежену серію Exotix і дерев'яні малі барабани. Решта продукції компанії виробляється на відкритому в 2004 році заводі в Гуанчжоу (Китай).